# Daudi Okelo
Daudi Okelo (ur. ok. 1902 Ogom-Payira, zm. 18 października 1918 Paimol) – ugandyjski męczennik chrześcijański i błogosławiony Kościoła rzymskokatolickiego.
Urodził się w wiosce Ogom-Payira w pogańskiej rodzinie z plemienia Aczoli. W 1916 roku przyjął chrzest i komunię świętą od misjonarza. W 1917 roku zgłosił się do przełożonego misji w Kitgum i został przez niego wyznaczony katechetą. Przydzielono mu do pomocy Jildo Irwa i razem z nim udał się do wioski Paimol, gdzie rozpoczęli pracę katechetyczną. Uczyli tam głównie dzieci.
W dniu 18 października 1918 roku do wioski, gdzie nauczali, przybyło pięciu ludzi. Próbowali zmusić ich do zaprzestania działalności misyjnej, jednak Daudi i Kildo odmówili.  Wtedy zostali zamordowani.
Ich beatyfikacji dokonał papież Jan Paweł II w dniu 20 października 2002 roku.